# ASB Classic 1975
L'ASB Classic 1975 è stato un torneo di tennis giocato sull'erba. L'evento faceva parte dei Tornei di tennis femminili indipendenti nel 1975. Si è giocato all'ASB Tennis Centre di Auckland in Nuova Zelanda, dal 6 al 12 gennaio 1975.

## Campionesse

### Singolare
Evonne Goolagong ha battuto in finale  Linda Mottram con il punteggio di 6–2, 7–5

### Doppio
Evonne Goolagong /  Wendy Turnbull hanno battuto in finale  Laura duPont /  Cecilia Martinez con il punteggio di 6–3, 4–6, 6–4